# Cima Coppi
La Cima Coppi es el puerto de montaña más alto por el que deben transitar los ciclistas durante la disputa de cada edición del Giro de Italia.
El mismo fue instaurado en 1965 como homenaje al fallecido ciclista italiano Fausto Coppi, cinco años luego de su desaparición física.
La cima cambia año a año, dependiendo de la ruta tomada en el Giro de Italia, pero la Cima Coppi por excelencia sigue siendo el Paso Stelvio. Con sus 2758 m s. n. m., es el punto más alto alcanzado en la historia el Giro. El Stelvio ha sido Cima Coppi en las ediciones de 1972, 1975, 1980, 1994, 2005, 2012, 2014, 2017 y 2020. También estuvo previsto en 1965, 1988 y 2013, pero en el primer caso la subida finalizó a 800 metros de la cumbre debido deslizamientos de tierra, mientras que los otros dos no se llevaron a cabo debido al mal tiempo.
Otras cancelaciones fueron para el Paso Gavia en 1989 por mal tiempo y el Paso del Agnello en 1995 por deslizamientos. En 2001 no se subió al Colle Fauniera por una protesta de corredores y en 2009 la Cima Coppi inicialmente estaría en Majella a 2068 m, pero debido a un cambio de ruta fue en Sestriere a 2035 metros de altitud.
La edición 2014 tuvo la particularidad de que se pasó tanto por el Gavia como por el Stelvio en la misma etapa, encadenando una subida con otra. Este recorrido había estado previsto en ediciones anteriores del Giro (la última vez el año anterior), pero nunca se había podido realizar debido a las condiciones climáticas desfavorables o peligrosas.
La Cima Coppi, es el puerto que otorga más puntos para la clasificación de la montaña, recibiendo quién pasa primero por su cima 40 puntos (desde 2014), mientras que un puerto de 1.ª categoría otorga 32.
| Año  | Cima Coppi             | Altitud | Vencedor                        |
| ---- | ---------------------- | ------- | ------------------------------- |
| 1965 | Paso Stelvio           | ≃2000 m | Graziano Battistini             |
| 1966 | Paso Pordoi            | 2239 m  | Franco Bitossi                  |
| 1967 | Tres Cimas de Lavaredo | 2320 m  | Felice Gimondi                  |
| 1968 | Tres Cimas de Lavaredo | 2320 m  | Eddy Merckx                     |
| 1969 | Paso Sella             | 2214 m  | Claudio Michelotto              |
| 1970 | Paso Pordoi            | 2239 m  | Luciano Armani                  |
| 1971 | Grossglockner          | 2506 m  | Pierfranco Vianelli             |
| 1972 | Paso Stelvio           | 2758 m  | José Manuel Fuente              |
| 1973 | Paso Giau              | 2236 m  | José Manuel Fuente              |
| 1974 | Tres Cimas de Lavaredo | 2320 m  | José Manuel Fuente              |
| 1975 | Paso Stelvio           | 2758 m  | Francisco Galdós                |
| 1976 | Paso Sella             | 2214 m  | Andrés Gandarias                |
| 1977 | Paso de Valparola      | 2192 m  | Faustino Fernández Ovies        |
| 1978 | Paso Valles            | 2032 m  | Gianbattista Baronchelli        |
| 1979 | Paso Pordoi            | 2239 m  | Leonardo Natale                 |
| 1980 | Paso Stelvio           | 2758 m  | Jean-René Bernaudeau            |
| 1981 | Tres Cimas de Lavaredo | 2320 m  | Beat Breu                       |
| 1982 | Col d'Izoard           | 2361 m  | Lucien Van Impe                 |
| 1983 | Paso Pordoi            | 2239 m  | Marino Lejarreta                |
| 1984 | Paso Pordoi            | 2239 m  | Laurent Fignon                  |
| 1985 | Paso del Simplón       | 2005 m  | Reynel Montoya                  |
| 1986 | Paso Pordoi            | 2239 m  | Pedro Muñoz Machín              |
| 1987 | Paso Pordoi            | 2239 m  | Jean-Claude Bagot               |
| 1988 | Paso Stelvio           | 2758 m  |                                 |
| 1989 | Paso Gavia             | 2621 m  |                                 |
| 1990 | Paso Pordoi            | 2239 m  | Maurizio Vandelli Charly Mottet |
| 1991 | Paso Pordoi            | 2239 m  | Franco Vona Franco Chioccioli   |
| 1992 | Paso Pordoi            | 2239 m  | Claudio Chiappucci              |
| 1993 | Paso Pordoi            | 2239 m  | Miguel Induráin                 |
| 1994 | Paso Stelvio           | 2758 m  | Franco Vona                     |
| 1995 | Paso del Agnello       | 2744 m  |                                 |
| 1996 | Paso Gavia             | 2621 m  | Hernán Buenahora                |
| 1997 | Paso Pordoi            | 2239 m  | José Jaime González             |
| 1998 | Paso Sella             | 2214 m  | Marco Pantani                   |
| 1999 | Paso Gavia             | 2621 m  | José Jaime González             |
| 2000 | Paso del Agnello       | 2744 m  | José Jaime González             |
| 2001 | Paso Fauniera          | 2511 m  |                                 |
| 2002 | Paso Pordoi            | 2239 m  | Julio Alberto Pérez Cuapio      |
| 2003 | Paso de Esischie       | 2366 m  | Freddy González                 |
| 2004 | Paso Gavia             | 2621 m  | Vladimir Miholjević             |
| 2005 | Paso Stelvio           | 2758 m  | José Rujano                     |
| 2006 | Paso Gavia             | 2621 m  | Juan Manuel Gárate              |
| 2007 | Paso del Agnello       | 2744 m  | Yoann Le Boulanger              |
| 2008 | Paso Gavia             | 2621 m  | Julio Alberto Pérez Cuapio      |
| 2009 | Sestriere              | 2035 m  | Stefano Garzelli                |
| 2010 | Paso Gavia             | 2618 m  | Johann Tschopp                  |
| 2011 | Paso Giau              | 2236 m  | Stefano Garzelli                |
| 2012 | Paso Stelvio           | 2758 m  | Thomas De Gendt                 |
| 2013 | Tres Cimas de Lavaredo | 2304 m  | Vincenzo Nibali                 |
| 2014 | Paso Stelvio           | 2758 m  | Dario Cataldo                   |
| 2015 | Colle delle Finestre   | 2178 m  | Mikel Landa                     |
| 2016 | Colle del Agnello      | 2744 m  | Michele Scarponi                |
| 2017 | Paso Stelvio           | 2758 m  | Mikel Landa                     |
| 2018 | Colle delle Finestre   | 2178 m  | Chris Froome                    |
| 2019 | Passo Manghen          | 2047 m  | Fausto Masnada                  |
| 2020 | Paso Stelvio           | 2758 m  | Rohan Dennis                    |
| 2021 | Paso Giau              | 2233 m  | Egan Bernal                     |
| 2022 | Paso Pordoi            | 2239 m  | Alessandro Covi                 |
| 2023 | Tres Cimas de Lavaredo | 2304 m  | Santiago Buitrago               |
| 2024 | Paso Sella             | 2214 m  | Giulio Pellizzari               |
| 2025 | Colle delle Finestre   | 2178 m  | Chris Harper                    |

## Resumen de pasos por cada cima
| Cima Coppi             | Cantidad | Último ganador                  |
| ---------------------- | -------- | ------------------------------- |
| Paso Pordoi            | 14       | Alessandro Covi (2022)          |
| Paso Stelvio           | 10       | Rohan Dennis (2020)             |
| Paso Gavia             | 6        | Johann Tschopp (2010)           |
| Tres Cimas de Lavaredo | 6        | Santiago Buitrago (2023)        |
| Paso Sella             | 4        | Giulio Pellizzari (2024)        |
| Paso Giau              | 3        | Egan Bernal (2021)              |
| Colle delle Finestre   | 3        | Chris Harper (2025)             |
| Paso del Agnello       | 2        | Yoann Le Boulanger (2007)       |
| Grossglockner          | 1        | Pierfranco Vianelli (1971)      |
| Paso de Valparola      | 1        | Faustino Fernández Ovies (1977) |
| Paso Valles            | 1        | Gianbattista Baronchelli (1978) |
| Col d'Izoard           | 1        | Lucien Van Impe (1982)          |
| Paso del Simplón       | 1        | Reynel Montoya (1985)           |
| Paso de Esischie       | 1        | Freddy González (2003)          |
| Sestriere              | 1        | Stefano Garzelli (2009)         |
| Colle del Agnello      | 1        | Michele Scarponi (2016)         |
| Paso Manghen           | 1        | Fausto Masnada (2019)           |

## Múltiples ganadores
| Ciclista                   | Total | Años             |
| -------------------------- | ----- | ---------------- |
| José Manuel Fuente         | 3     | 1972, 1973, 1974 |
| José Jaime González        | 3     | 1997, 1999, 2000 |
| Franco Vona                | 2     | 1991, 1994       |
| Julio Alberto Pérez Cuapio | 2     | 2002, 2008       |
| Stefano Garzelli           | 2     | 2009, 2011       |
| Mikel Landa                | 2     | 2015, 2017       |